# Santa Caterina Villarmosa
Santa Caterina Villarmosa est une commune italienne de la province de Caltanissetta, dans la région Sicile.

## Personnalités
Maurizio Randazzo (1964-), épéiste, double champion olympique, y est né.

## Administration
| Période                                  | Période | Identité | Étiquette | Qualité |
| ---------------------------------------- | ------- | -------- | --------- | ------- |
|                                          |         |          |           |         |
| Les données manquantes sont à compléter. |         |          |           |         |

### Hameaux
Turolifi

### Communes limitrophes
Alimena, Caltanissetta, San Cataldo, Petralia Sottana, Resuttano, Villarosa